# Lago di Luzzone
Der Lago di Luzzone (deutsch Luzzonesee) ist ein Stausee im Schweizer Kanton Tessin auf 1606 m ü. M. in den Adula-Alpen.

## Lage und Wasserführung
Der See liegt am oberen Ende des Bleniotals auf dem Gebiet der Gemeinde Blenio. Die Staumauer ist über eine serpentinenreiche Strasse auf dem Gebiet des Dorfes Ghirone erreichbar. Betrieben werden der Stausee und die zugehörigen Kraftwerke von der Blenio Kraftwerke AG mit Sitz in Locarno.
Das Wasser des Stausees wird zuerst in der Zentrale Olivone abgearbeitet, danach wird es ins Staubecken Malvaglia geleitet, um zur nochmaligen Stromerzeugung im Kraftwerk Biasca genutzt zu werden.

## Geschichte

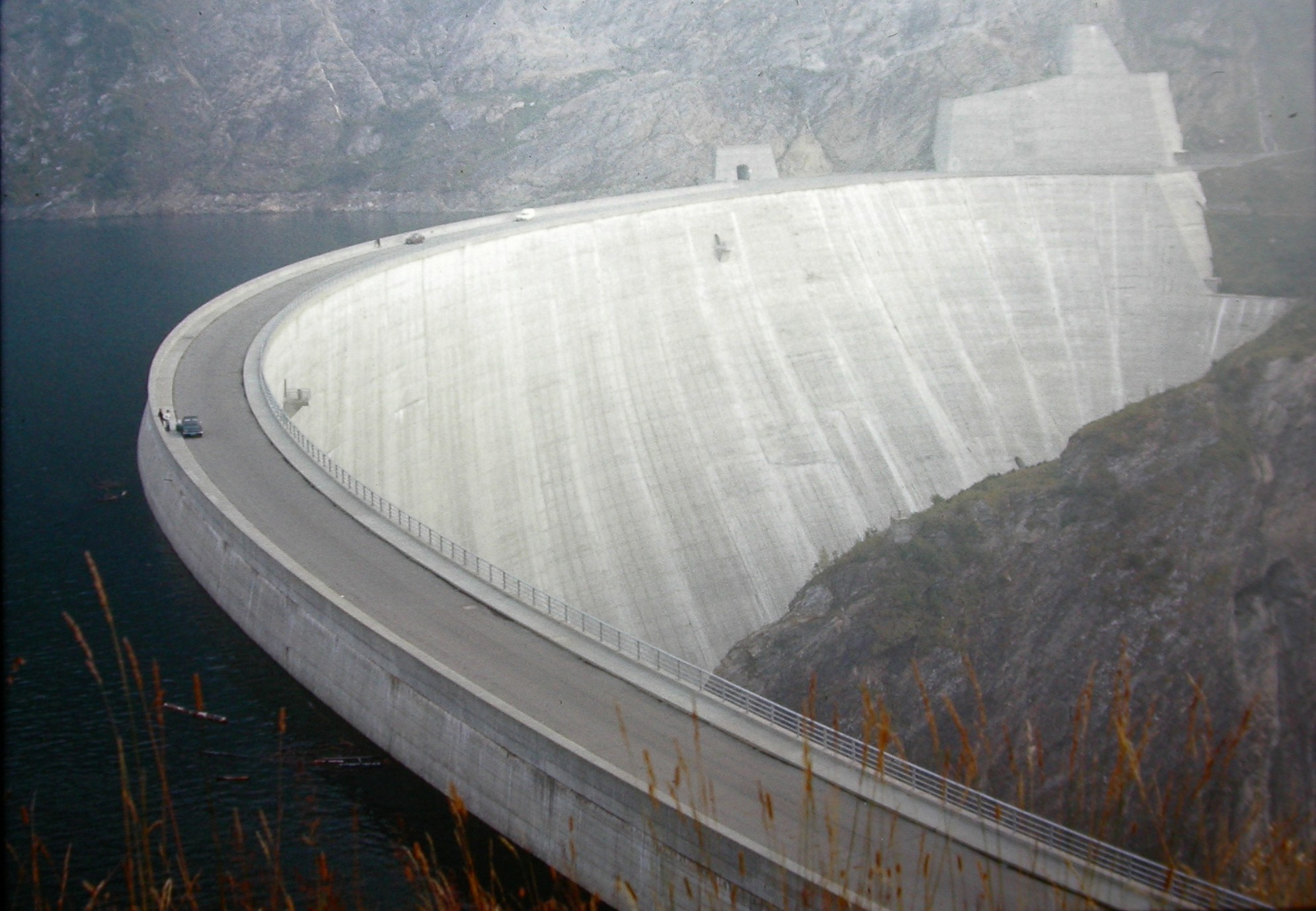
Die Staumauer im Jahre 1977, vor der Ergänzung um 17 weitere Meter

Die Bogenstaumauer Luzzone wurde 1963 fertiggestellt; 1997–1998 wurde sie um 17 Meter erhöht. Die Mauerkrone liegt nun auf 1609 m, die tiefste Absenkung des Seespiegels auf 1435 m. Geplant wurde die Mauer von Alfred Stucky. Vor der Mauer liegt eine abgedeckte Deponie.
Zur Errichtung der Mauer musste die Kapazität der Zufahrtsstrasse nach Blenio erhöht werden. Dazu wurde die Strasse oberhalb der alten durch die Galleria della Töira erbaut.
Für den Winterdienst steht zusätzlich eine Seilbahn zur Verfügung.

## Kletterwand
An der Staumauer wurde im Jahr 1999 die mit 165 Metern (fünf Seillängen) und über 650 Klettergriffen und Haken längste künstliche Kletterroute der Welt angebracht. Die Schwierigkeit wird für den letzten, leicht überhängenden Teil der Route mit 6+/7− auf der UIAA-Skala angegeben. Die Nutzung der Wand ist nur gegen Zahlung einer Gebühr und Hinterlegung einer Kaution möglich.

## Bilder

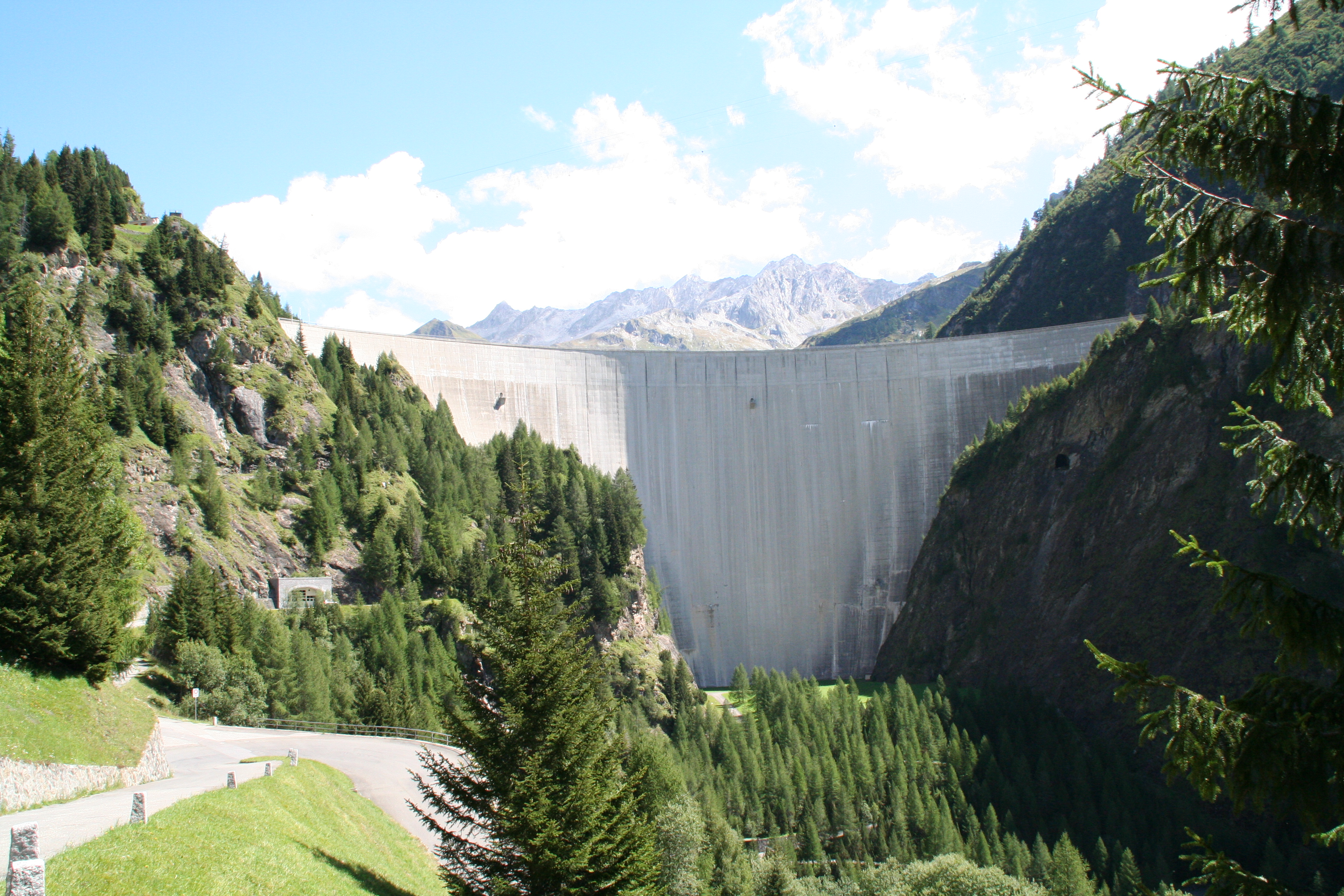
Staumauer in der ganzen Höhe
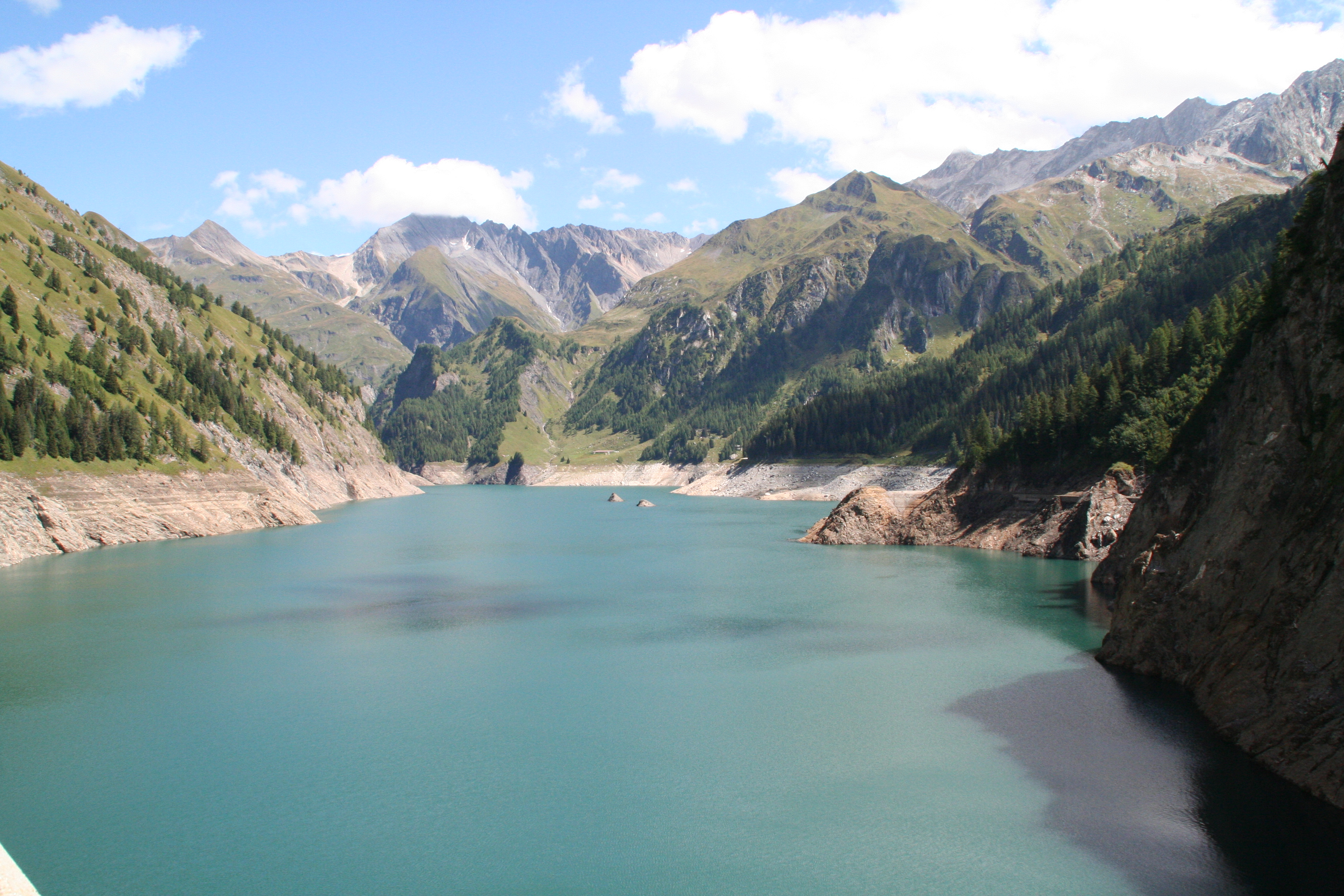
See mit tieferem Pegel im August 2011 in Richtung Piz Terri
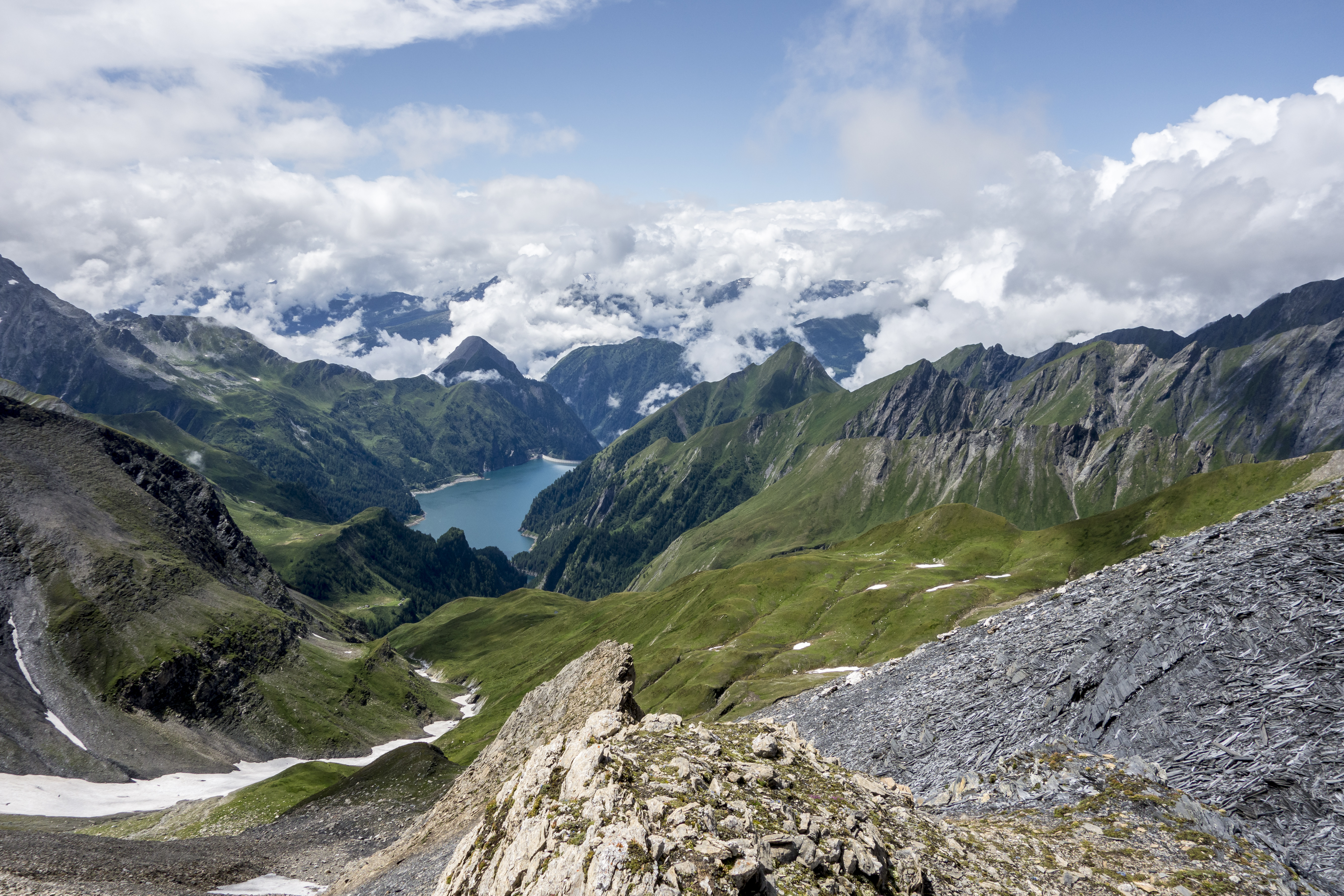
See aus Richtung Piz Terri
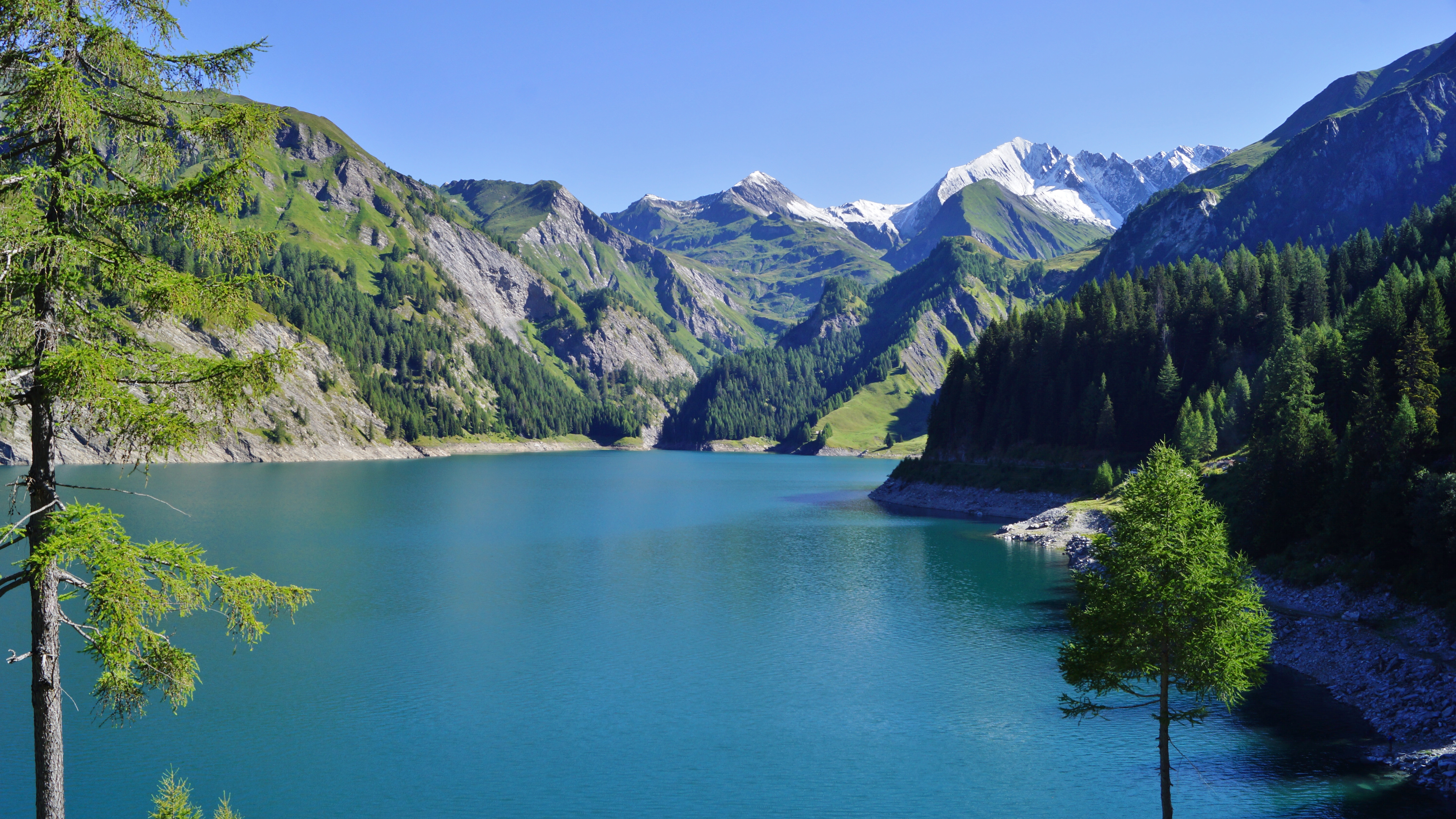
Blick vom Südufer zur Motterasciohütte und zum Piz Terri